# Кипилово
Кипилово (болг. Кипилово) — село в Болгарии. Находится в Сливенской области, входит в общину Котел. Население составляет 537 человек.
7 декабря 2006 года к Кипилово было присоединено село без постоянного населения — Птичари.

## Политическая ситуация
В местном кметстве Кипилово, в состав которого входит Кипилово, должность кмета (старосты) исполняет Дончо Ненчев Коджаманов (Земледельческий народный союз (ЗНС)) по результатам выборов правления кметства.
Кмет (мэр) общины Котел — Христо Русев Киров (коалиция партий: национальное движение «Симеон Второй» (НДСВ) и движение «За права и свободы» (ДПС)) по результатам выборов.

## Достопримечательности
На окраине села сохранились остатки от стены и сводов крепости времён римской империи, называемые «Кипилово Кале».